# P. van Heerdt tot Eversberg-Quarles van Ufford

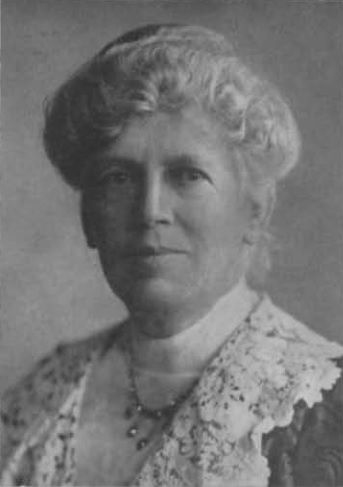
Phil van Heerdt tot Eversberg-Quarles van Ufford

Anne Philippine Madeleine Phil van Heerdt tot Eversberg-Quarles van Ufford vor allem bekannt als P. van Heerdt tot Eversberg-Quarles van Ufford (* 5. Dezember 1862 in Ketandan Niederländisch-Indien; † 2. Dezember 1939 in Den Haag) war eine niederländische Feministin und Pazifistin.

## Leben
Phil Quarles van Ufford wurde am 5. Dezember 1862 in Ketandan als Tochter des Planzers Hendrik Quarles van Ufford (1822–1868) und Anne Madeleine Scheltema (1843–1917) geboren. Sie stammte aus einer ursprünglich englischen Kaufmannsfamilie, die 1815 in den Niederlanden geadelt worden war und wurde auf Java als ältestes von vier Kindern geboren. Als sie sechs Jahre alt war, starb ihr Vater. Mit ihrer nichtadligen Mutter, ihrer Schwester Hetty (1866–1952) und den Brüdern Gerard (1865–1952) und Noes (1867–1935) reiste sie in die Schweiz, wo sie eine mehrsprachige Schulausbildung erhielt und ein Lehrerzertifikat erwarb.
Die Familie kehrte 1879 nach Den Haag zurück. Dort besuchte Phil Quarles van Ufford mehrere Jahre die Damenklasse der Rijksakademie van beeldende kunsten und war Schülerin von Fridolin Becker und Margaretha Roosenboom. Zu dieser Zeit lernten sie und ihre Schwester Hetty die Brüder von Van Heerdt tot Eversberg über ihre Brüder kennen, gute Partner auf dem Heiratsmarkt. Hetty verlobte sich mit Emile, Phil mit Willem Hendrik Victor Count van Heerdt tot Eversberg (1861–1907). Nach der Hochzeit mit Willem am 31. Mai 1884 folgte sie ihm 1884 nach Surinam, wo er die Plantage der Familie Mon Trésor leitete. Ein Jahr später wurde ihr Sohn Johannes geboren, den sie bis zu seinem neunten Lebensjahr autodidaktisch unterrichtete.
Die Plantage erwirtschafte ständig Verluste und so bewarb sich Van Heerdt um eine offizielle Stelle in Niederländisch-Ostindien. Er wurde Assistent des Generalgouverneurs in Batavia. 1901 kehrte er mit seiner Familie nach Den Haag zurück, wo er 1907 starb. Phil van Heerdt tot Eversberg-Quarles van Ufford zog nach Bloemendaal, in die Nähe ihres Bruders Gerard. Dort wurde sie 1915 als „Gräfinwitwe P. van Heerdt tot Eversberg“ registriert. Sie war Mitglied im Pulchri Studio in Den Haag und bei Arti et Amicitiae in Amsterdam. Um 1910 malte sie für ihren Bruder die Bucht von Sabang. 1913 stellte sie ihre Arbeiten auf der großen Landesausstellung De Vrouw 1813–1913 aus.
Phil van Heerdt betätigte sich nicht nur künstlerisch, sondern sie war auch sozial aktiv. So engagierte sie sich im Niederländischen Verband für Frauenwahlrecht (NBVK). 1910 erschien ihre erste Broschüre zum Frauenwahlrecht und 1919 trug sie zu einer Sammlung bei, in der die „wichtigsten politischen Parteien“ „von Frauen für Frauen“ beschrieben wurden. Sie war Mitglied der Partei Bond van Vrije Liberalen. Diese fusionierte 1921 zum Vrijheidsbond. Van Heerdt kandidierte mehrmals für das Parlament. Sie war zudem überzeugte Pazifistin. Ihre Überzeugung, dass moralische Sozialerziehung zum Weltfrieden führen würde, formulierte sie in verschiedenen Artikeln und Broschüren. 1919 wurde sie Vorsitzende der Kommission für Sozialpädagogik des Vereins. Zudem gehörte sie der Vereinigung Vrede door Recht und der Anti-Oorlogsraad. Sie gehörte dem Vorstand der Niederländischen Vereinigung für Völkerbund und Frieden an, deren Ausschuss für Friedensliteratur für Kinder sie leitete. Die Publikation „Bildung und Weltfrieden“ verfasste sie 1924.
Da sie fließend Französisch sprach, wurde sie Präsidentin der Kommission für Mütter und Erzieherinnen, die der 1915 gegründeten Union Mondiale de la Femme pour la Concorde Internationale angegliedert war. Sie blieb dieser bis ins hohe Alter treu und wurde 1927 Präsidentin der Union.
Phil van Heerdt starb am 2. Dezember 1939 in Den Haag.